# Мителрајденбах
Мителрајденбах (њем. Mittelreidenbach) општина је у њемачкој савезној држави Рајна-Палатинат. Једно је од 96 општинских средишта округа Биркенфелд. Према процјени из 2010. у општини је живјело 762 становника. Посједује регионалну шифру (AGS) 7134055.

## Географски и демографски подаци
Мителрајденбах се налази у савезној држави Рајна-Палатинат у округу Биркенфелд. Општина се налази на надморској висини од 282 метра. Површина општине износи 5,1 km². У самом мјесту је, према процјени из 2010. године, живјело 762 становника. Просјечна густина становништва износи 150 становника/km².